# Кавказ (учебный центр)
Учебный центр «Кавка́з» — диверсионно-террористический центр, действовавший неподалёку от Сержень-Юрта (Шалинский район Чечни) в 1995—1999 годах.
Зелимхан Яндарбиев заявлял: «Учебный лагерь Хаттаба создал я в конце первой войны через генштаб, возглавляемый Масхадовым» (Яндарбиев был вице-президентом Ичкерии в 1993—1996 годах и и. о. президента в 1996—1997 годах).
Основателем и бессменным руководителем центра был Хаттаб. Центр располагался на левом берегу реки Хулхулау в помещениях бывших пионерлагерей.
Единовременно в нём обучались до 1000 боевиков, которых учили 40 инструкторов из Афганистана и Саудовской Аравии. Подготовка велась по трёхмесячному курсу. Обучение проходили молодые люди из северокавказских республик, а также русские, татары, таджики и даже афганцы. В учебном центре была собственная мечеть, общежитие, больница, столовая, пекарня.
Финансирование лагеря было хорошо налажено. Деньги боевикам выдавали арабы-инструкторы по первой же просьбе.
Ещё один учебный центр располагался в Панкисском ущелье на территории Грузии.
Всего за пять лет было подготовлено около 10 тысяч боевиков.
Среди известных воспитанников — русский ваххабит Павел Косолапов, подозреваемый ФСБ РФ в организации ряда террористических актов в Москве, Московской и Новгородской областях в 2004—2007 годах

## Департаменты
- «Саид ибн Абу Вакас»;
- «Абуджафар-лагерь» (факультет гранатомётов и стрелкового оружия);
- «Якуб-лагерь» (факультет партизанской войны);
- «Абубакар-лагерь» (факультет диверсионных акций в тылу врага);
- «Давгат-лагерь» (теологический факультет)[11]